# Wiktor Żołudiew

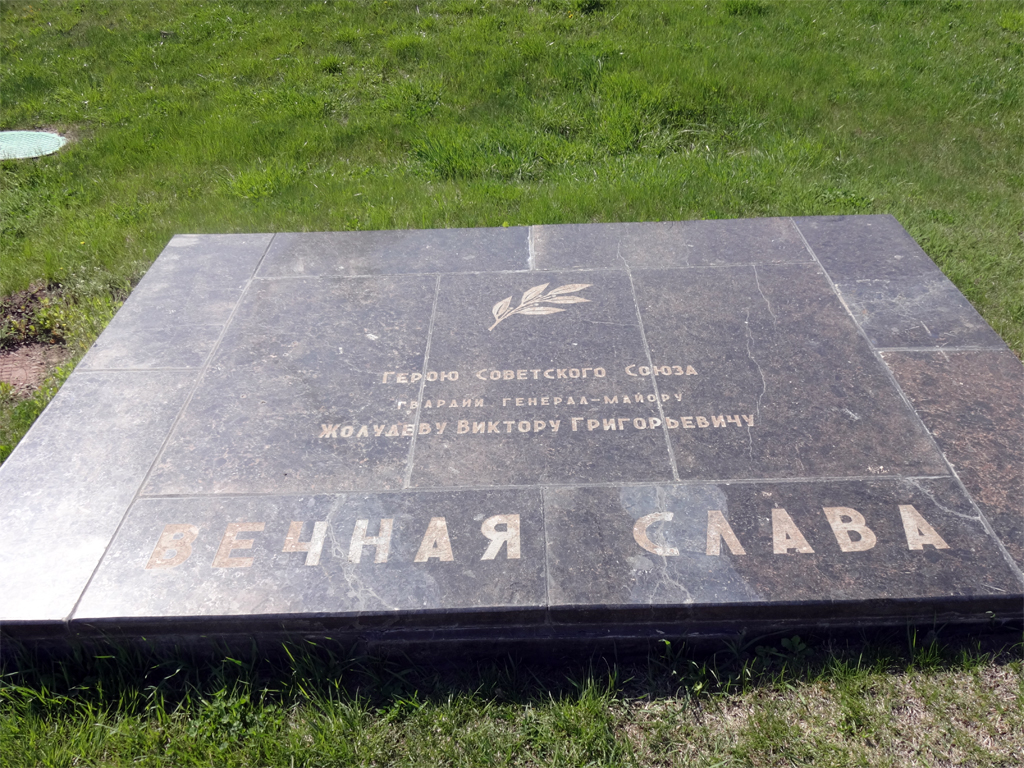
Tablica poświęcona gen.Wiktorowi Żołudiewiowi, na której umieszczono napis: BOHATEROWI ZWIĄZKU RADZIECKIEGO GENERAŁOWI MAJOROWI WIKTOROWI GRIGORIEWICZOWI ŻOŁUDIEWOWI WIECZNA CHWAŁA

Wiktor Grigorjewicz Żołudiew (ros. Виктор Григорьевич Жолудев, ur. 9 marca?/22 marca 1905 w Ugliczu, zm. 21 lipca 1944 pod Krynkami) – radziecki generał major, uhonorowany pośmiertnie tytułem Bohatera Związku Radzieckiego.

## Życiorys
Urodził się w rodzinie robotniczej. Miał wykształcenie niepełne średnie. Od 1921 mieszkał w Moskwie, od maja 1922 służył w Armii Czerwonej, uczył się na kursach inżynieryjnych w Moskwie, po czym służył na Dalekim Wschodzie jako młodszy dowódca w szkole dywizyjnej w 36 Dywizji Piechoty 5 Armii Czerwonego Sztandaru na Dalekim Wschodzie i później dowódca plutonu w 106 sachalińskim pułku piechoty. W sierpniu 1925 ukończył kursy kadry dowódczej w Irkucku i został dowódcą plutonu karabinów maszynowych, a w 1927 dowódcą kompanii, w 1929 uczestniczył w walkach o Kolej Wschodniochińską, w których był ranny. W 1930 skończył kursy doskonalenia kadry dowódczej wychowania fizycznego w Leningradzie i został instruktorem przysposobienia fizycznego 36 Dywizji Piechoty Zabajkalskiej Grupy Wojsk Samodzielnej Dalekowschodniej Armii Czerwonego Sztandaru, w maju 1932 objął dowództwo batalionu, od maja 1934 do lipca 1937 dowodził 36 oddziałem powietrznodesantowym w 36 Dywizji w Zabajkalskim Okręgu Wojskowym. W lipcu 1937 został dowódcą batalionu, we wrześniu 1938 pomocnikiem dowódcy 159 samodzielnego pułku piechoty w Nadwołżańskim Okręgu Wojskowym, a od lipca do sierpnia 1939 dowodził 110 pułkiem piechoty w Zabajkalskim Okręgu Wojskowym; na tym stanowisku brał udział w bitwie nad Chałchin-Goł. W sierpniu 1939 został zastępcą szefa wydziału przysposobienia bojowego sztabu Nadwołżańskiego Okręgu Wojskowego, w styczniu 1940 dowódcą 20, a wkrótce potem 18 Zapasowej Brygady Piechoty w Kazaniu, w 1940 ukończył kursy Akademii Wojskowej im. Frunzego. W marcu 1941 został dowódcą 119 Dywizji Piechoty w Moskiewskim Okręgu Wojskowym, w kwietniu 1941 dowódcą 234 Dywizji Piechoty w Nadwołżańskim Okręgu Wojskowym, a w maju 1941 dowódcą 6 Brygady Powietrznodesantowej 3 Korpusu Powietrznodesantowego w Odeskim Okręgu Wojskowym. W 1942 został przyjęty do WKP(b).
Po ataku Niemiec na ZSRR wraz z brygadą walczył na Froncie Południowo-Zachodnim, biorąc udział m.in. w walkach nad rzeką Sejm na północ od Konotopu i w bitwie o Kijów, 29 września 1941 został ciężko ranny. Po wyleczeniu został mianowany dowódcą nowo sformowanego 1 Korpusu Powietrznodesantowego w Nadwołżańskim Okręgu Wojskowym, z którym wiosną 1942 walczył na Froncie Leningradzkim, później od lata 1942 na Froncie Stalingradzkim, biorąc udział w bitwie pod Stalingradem. 21 stycznia 1942 otrzymał stopień generała majora. Zimą 1943 wraz z korpusem brał udział w operacji kurskiej. W czerwcu 1943 wyznaczono go dowódcą 35 Korpusu Piechoty 63 Armii Frontu Briańskiego, z którym latem 1943 brał udział w bitwie kurskiej, później w operacji briańskiej, homelsko-rzeczyckiej i rohaczowsko-żłobińskiej, a latem 1944 w białoruskiej. Brał udział w forsowaniu rzek: Druć, Olsa i Berezyna i zajmowaniu miast: Kliczew, Berezyna i Świsłocz. 21 lipca 1944 na wschód od Wołkowyska wraz z dowódcą 3 Armii Aleksandrem Gorbatowem dostał się pod ogień niemieckiej artylerii i zginął (gen. Gorbatow cudem przeżył). Według polskich źródeł gen. Żołudiew poległ pod Krynkami. Został pochowany w Wołkowysku. Jego imieniem nazwano ulice w Kijowie i Ugliczu.

## Ordery i odznaczenia
- Złota Gwiazda Bohatera Związku Radzieckiego (pośmiertnie, 11 listopada 1944)
- Order Lenina (pośmiertnie, 11 listopada 1944)
- Order Czerwonego Sztandaru (dwukrotnie, 9 stycznia 1942 i 1943)
- Order Kutuzowa I klasy (23 lipca 1944)
- Order Suworowa II klasy (dwukrotnie, 27 sierpnia 1943 i 1944)
- Medal „Za obronę Stalingradu” (1943)